# Divizia A 1923-24
A temporada 1923-24 é a 12ª edição da Divizia A que começou em 1923 e terminou em 1924. O Chinezul Timişoara foi o campeão vencendo na final o CAO Oradea, conquistando pela 3ª vez o título nacional.

## Equipes Participantes
| Região      | Equipe                        |
| ----------- | ----------------------------- |
| Arad        | Societatea de Gimnastică Arad |
| Bucareste   | Venus Bucureşti               |
| Braşov      | Braşovia Braşov               |
| Cernăuţi    | Jahn Cernăuţi                 |
| Cluj        | U Cluj                        |
| Oradea      | CAO Oradea                    |
| Sibiu       | Şoimii Sibiu                  |
| Târgu Mureş | CFR Mureşul Târgu-Mureş       |
| Timişoara   | Chinezul Timişoara            |

## Fase final

### Partida preliminar
| Time 1                  | Res. | Time 2       |
| ----------------------- | ---- | ------------ |
| CFR Mureşul Târgu-Mureş | 4-0  | Şoimii Sibiu |

### Quartas-de-finais
| Time 1                  | Res. | Time 2          |
| ----------------------- | ---- | --------------- |
| CFR Mureşul Târgu-Mureş | 3-1  | Venus Bucureşti |
| U Cluj                  | 0-3  | CAO Oradea      |
| Chinezul Timişoara      | 2-0  | SG Arad         |
| Jahn Cernăuţi           | w/o  | Braşovia Braşov |

- A equipe do Braşovia Braşov não compareceu a partida, sendo assim desclassificado por W.O..

### Semi-finais
| Time 1             | Res. | Time 2                  |
| ------------------ | ---- | ----------------------- |
| CAO Oradea         | 1-0  | Jahn Cernăuţi           |
| Chinezul Timişoara | 9-0  | CFR Mureşul Târgu-Mureş |

### Final
| Time 1     | Res. | Time 2             |
| ---------- | ---- | ------------------ |
| CAO Oradea | 1-4  | Chinezul Timişoara |

## Campeão
| Divizia A 1923-24              |
| ------------------------------ |
| Chinezul Timişoara (3º título) |